# هنري ك. أوليفر
هنري ك. أوليفر (بالإنجليزية: Henry K. Oliver)‏ هو سياسي أمريكي، ولد في 24 نوفمبر 1800، وتوفي في 12 أغسطس 1885. نشط حزبياً في الحزب الجمهوري. وقد انتخب عضو مجلس نواب ماساتشوستس.

## روابط خارجية
- هنري ك. أوليفر على موقع ميوزك برينز (الإنجليزية)